# Édesse (Osroène)
Pour les articles homonymes, voir Édesse.

Édesse, urḥa en syriaque, Şanlıurfa en turc, al-Ruhâ en arabe, était la capitale de l'Osroène, un petit État d'abord indépendant (132 av. J.-C. - 216 ap. J.-C.), devenu province romaine en 216, puis incorporé au diocèse d'Orient, de 244 à la conquête arabe au VIIe siècle.

## Aspects historiques
Une dynastie assyrienne / syriaque règne à Edesse sur le royaume d'Osroène de 92 av. J.-C. à 216 ap. J.-C..
Vers 204, Abgar IX se convertit au christianisme. C'est, dans l'histoire du christianisme, le premier roi chrétien. À la suite de cette conversion, le christianisme syriaque se développa autour d'Édesse et de nombreux monastères furent construits, en particulier celui de la colline, le Torâ d-Ourhoï.

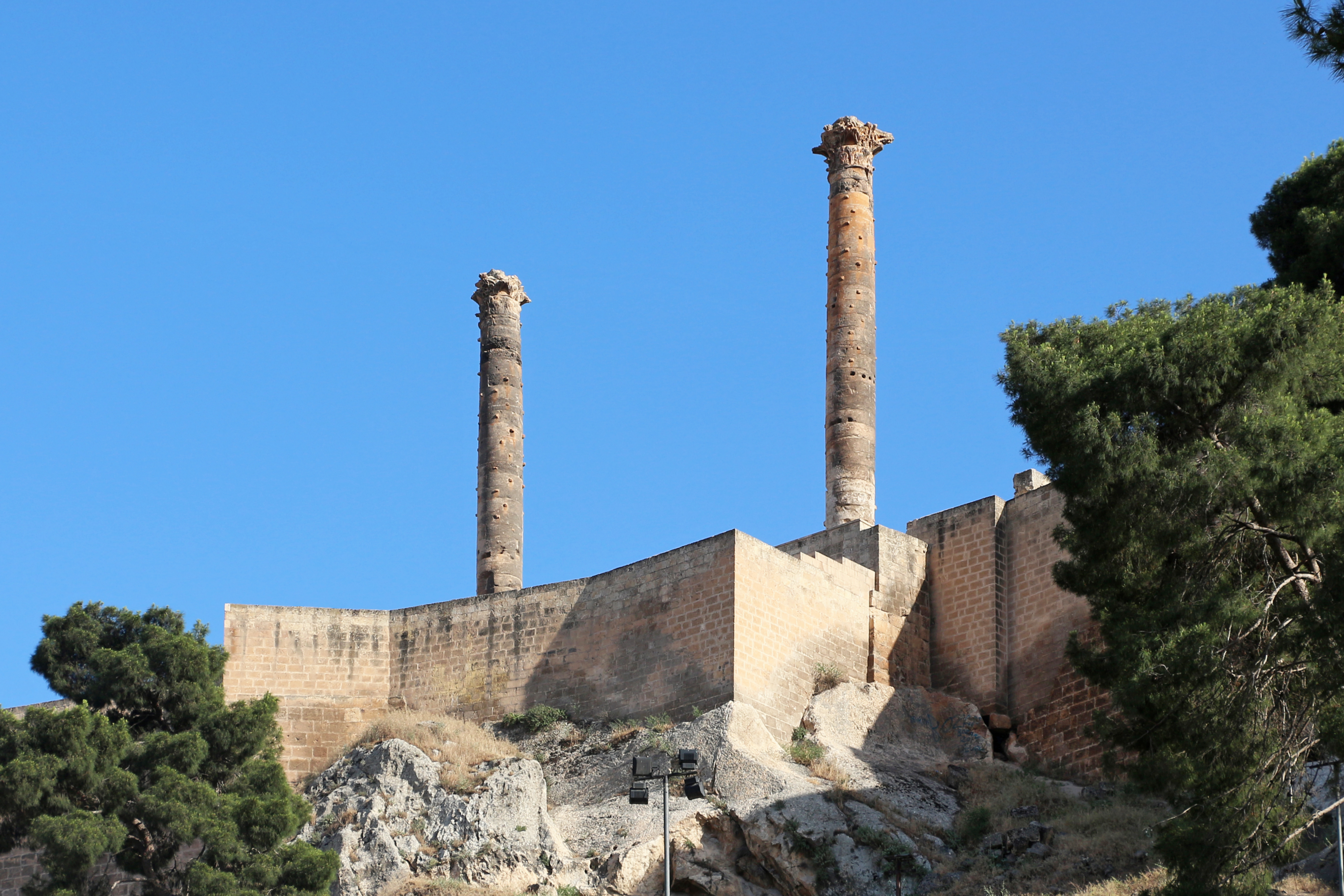
Colonnes corinthiennes sur la citadelle d'Édesse

En 216, sous le règne d'Abgar X Severus Bar Abgar (IX), l'empereur romain Caracalla s'empara définitivement du petit royaume, qui devint une province romaine. Cependant on a trouvé des monnaies au nom d'un Ma'Nu IX Bar Abgar(X) Severus et d'un Abgar XI Farhat Bar Ma'Nu avec sur l'autre face la tête de l'empereur romain Gordien III le Pieux, ce qui laisse supposer aux spécialistes que les Romains laissèrent encore quelque temps des souverains en place.
La bataille d'Édesse a eu lieu en 260 entre les armées de l'empereur romain Valérien et de l'empereur Sassanide Chapour Ier de Perse entre Carrhes et Édesse. La totalité des troupes romaines furent tuées ou faites prisonnières et l'empereur Valérien lui-même fut capturé et mourut peu de temps après. Cette bataille est généralement vue comme l’un des pires désastres militaires de l'histoire de Rome. En 262, Chapour Ier occupa brièvement Édesse puis l'abandonna du fait de l'arrivée du roi de Palmyre Odenath II venu défendre la ville. Celui-ci, allié de l'empereur romain Gallien, était chargé de  la défense de ses territoires en Orient.
À partir de 250, Édesse, où le christianisme avait bien progressé, accueillit l'Église assyrienne de l’Orient, chassée de Perse par les Sassanides.
Dans la ville même existaient des sources (auxquelles les Grecs donnèrent le nom de kallirroé) qui sont encore connues aujourd'hui. Les carpes sacrées toujours élevées dans le bassin (Ayn-i Züleyha), sont la manifestation de la légende du miracle d'Abraham. Selon celle-ci, ce serait à cet emplacement que le roi d'Assyrie Nimrod aurait jeté Abraham dans une fournaise qui se changea aussitôt en eau poissonneuse.
C'est à Édesse qu'est faite au VIe siècle la première mention de l’existence d’une image physique du Christ, le Mandylion.
En mars 500, un nuage de sauterelles détruisit les récoltes et provoqua une grave crise de subsistance conjuguée à une épidémie. L'épisode est raconté par Josué le Stylite qui indique également une seconde crise vers 502 en lien avec une guerre contre la Perse.
En 605, Édesse devint à nouveau perse, puis fut reprise par l'empereur byzantin Héraclius. Le syriaque édessénien resta la langue pour la littérature et l'Église, ainsi que celle des grands écrivains comme Jacques de Nisibe, Éphrem le Syrien et plus tard Jacques d'Édesse.

## Éléments d'histoire ecclésiastique

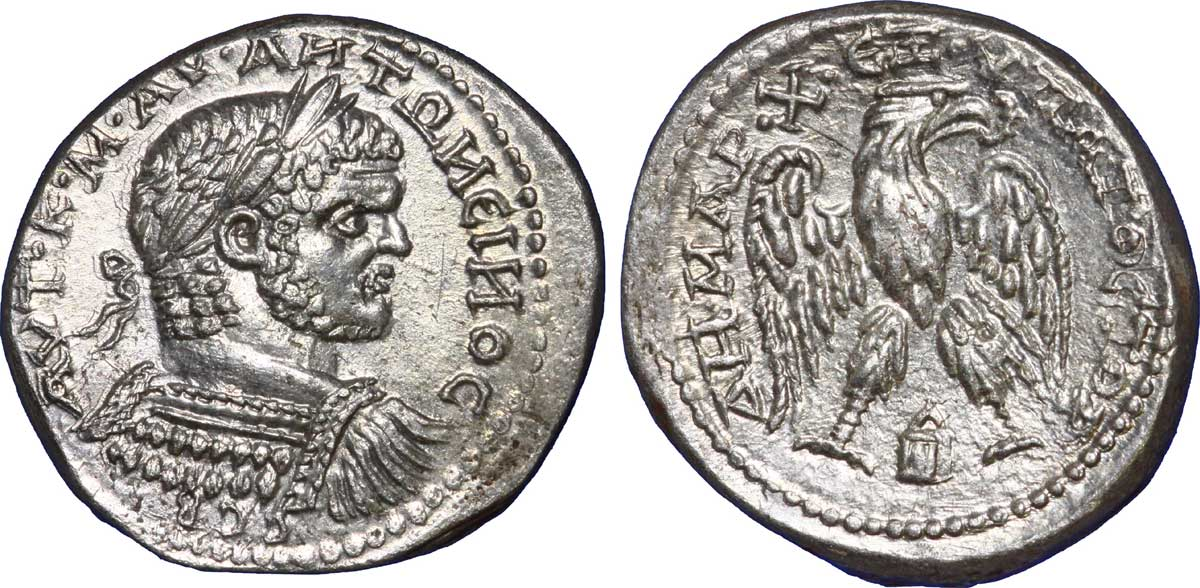
Monnaie frappée en la cité d'Edesse

La Tradition chrétienne rapporte « que la communauté d'Édesse a été fondée par un disciple de l'apôtre Thomas appelé Addaï » ou Thaddée d'Édesse, qui serait venu de Paneas (Banyas) en Palestine,. Édesse était alors « la capitale de l'Osrhoène, petit royaume hellénistique coincé entre les empires parthe et romain. Selon François Blanchetière, cette cité jouait alors « un rôle de plaque tournante dans l'expansion du nazaréisme vers l'Orient » et constituait « un centre d'élaboration d'un courant d'expression araméenne, indépendant du christianisme hellénistique, concevant la foi comme une « Voie », une façon de vivre ; rien d'abstrait ou de dogmatique. » François Blanchetière lui préfère le nom de nazaréisme. » Au IIe siècle, ce courant chrétien sera illustré par Tatien le Syrien et Bardesane d'Édesse. C'est à ce milieu qu'il faudrait rapporter l'Évangile de Thomas. Bien que cela soit contesté, pour certains chercheurs cet évangile pourrait dater de la période de rédaction des évangiles canoniques (70 - 115) et contiendrait même des éléments pré-synoptiques. Les Odes de Salomon, les Actes de Thomas et l'ensemble des écrits regroupés sous le nom de « Légende » d'Abgar relèveraient du même milieu. « En Syrie, la langue ne constituait pas une barrière culturelle » parce que les deux langues, syriaque et grec, « constituaient l'expression et le véhicule d'une même et unique civilisation hellénistique, une tradition remontant aux origines de l'Empire séleucide. »
Selon la Tradition locale dont il existe de nombreux textes antiques et même des inscriptions lithiques à Éphèse et dans la ville de Philippe en Macédoine, Abgar V, « roi d'Édesse aurait écrit à Jésus pour l'inviter à prêcher dans son royaume. » Mais cette correspondance est un faux manifeste. Selon la tradition juive, Abgar V s'était converti au judaïsme, mais la tradition chrétienne ou nazôréenne indique qu'il s'est converti au christianisme à la suite de la prédication d'Addaï. À l'époque, le christianisme est encore une des composantes du judaïsme diversifié du Ier siècle. Les Abgar étaient des rois d'origine syriaque , fortement hellénisés.
Un très grand nombre de récits en grec, en syriaque, puis en arménien racontent l'histoire de la conversion du roi Abgar. Ils sont regroupés sous le nom de Légende d'Abgar. La plupart ont été composés au IVe siècle à partir de sources inconnues. La Doctrine d'Addai date probablement du IVe – Ve siècle.
Selon la tradition chrétienne, les successeurs d'Abgar V seraient revenus au paganisme après sa mort et notamment Sanatruk Ier, roi d'Osroène de 91 à 109, qui aurait martyrisé Addée, le disciple d'Addaï-Thaddée, que celui-ci avait nommé évêque de la ville.
En 201, la Chronique d'Édesse mentionne la destruction du « temple de l'église de Dieu » lors d'une inondation. Mais malgré la présence d'une communauté chrétienne et d'une église, le premier évêque d'Édesse, Qûna, ne semble pas avoir été en place avant le début du IVe siècle. À l'époque, de l'autre côté de l'Euphrate, dans l'empire romain, aucune église-bâtiment n'existe encore.
En 384, la ville est visitée par Égérie, qui décrit ses nombreux sanctuaires.
Quand Nisibe fut cédée par les Byzantins aux Perses en 363, Éphrem le Syriaque quitta sa ville natale et s'installa de l'autre côté de la nouvelle frontière, à Édesse où il fonda une école théologique fameuse. Celle-ci était concurrente, à certains égards, de l'école d'Antioche ; sous l'évêque Rabbula ; par exemple, elle prit le parti de Cyrille d'Alexandrie contre Nestorius.
Mais la tendance s'inversa sous son successeur Ibas, au point que l'école d'Edesse se vit  accusée de nestorianisme. C'est ce qui entraîna sa fermeture provisoire en 457, puis définitive en 488, sous l'empereur Zénon. Les enseignants et leurs élèves quittèrent alors Édesse et retournèrent dans la ville de leur fondateur, à Nisibe, où ils furent au point de départ de l'Église dite « nestorienne ».
À contrario, à partir de cette époque et jusque bien après la conquête arabe, l'Église miaphysite se développa à Édesse, qui est comme le centre spirituel historique de l'Église syriaque.

## Évêques
- Addaï vers 180
- Palout vers 200
- Barsamya 249 à 260
- Koinos vers 313
- Shaad vers 320
- Aitallaha vers 324 (présent au concile de Nicée )
- Qura vers 394
- Rabbula 412 à 435 (présent au Concile d'Éphèse)
- Ibas 435 à 457.
- Nonnos 448 à 471.

Chalcédonien  et non chalcédonien
- Pierre 498 à 510
- Paul 510 à 526
- Jacques Baradée 542 à 578
- Jacques d'Édesse mort en 708